# 小行星5467
小行星5467（英語：5467）是一颗围绕太阳公转的小行星。1988年1月11日，T. Hioki、川里信弘在奥多摩町发现了此天体。
这颗小行星的绝对星等为141.47369等。